# Michail Hrabouski
Michail Jurewitsch Hrabouski (belarussisch Міхаіл Юревіч Грабоўскі; russisch Михаил Юрьевич Грабовский; englische Transkription: Mikhail Yuryevich Grabovski; * 31. Januar 1984 in Potsdam) ist ein ehemaliger belarussischer Eishockeyspieler, der über viele Jahre bei den Montréal Canadiens, Toronto Maple Leafs und New York Islanders in der National Hockey League aktiv war. Seit Juni 2019 ist er Assistenztrainer beim HK Dinamo Minsk.

## Karriere
Hrabouski spielte anfangs für den HK Junost Minsk und wechselte 2003 zu Neftechimik Nischnekamsk in die russische Superliga. Dort wurden die Franchises der National Hockey League auf ihn aufmerksam und er wurde beim NHL Entry Draft 2004 in der fünften Runde an 150. Stelle von den Montréal Canadiens gezogen. Zur Saison 2005/06 wechselte er innerhalb Russlands zum HK Dynamo Moskau. Mit diesem gewann er im Januar 2006 den IIHF European Champions Cup und machte mit starken Leistungen im Turnierverlauf abermals auf sich aufmerksam.
Die Saison 2006/07 begann der Center bei den Hamilton Bulldogs, dem Farmteam der Canadiens in der American Hockey League. Im Januar 2007 wurde er erstmals in den Kader der Canadiens berufen und debütierte am 6. Januar gegen die New York Rangers in der NHL, kam jedoch nur zu insgesamt drei Einsätzen. Er kehrte zu den Bulldogs in die AHL zurück und gewann mit ihnen im Juni den Calder Cup. Die folgende Spielzeit pendelte Hrabouski, dem inzwischen seine Landsleute Andrej und Sjarhej Kaszizyn zur Seite gestellt wurden, zwischen dem NHL- und AHL-Kader. Im Sommer 2008 wurde er schließlich zu den Toronto Maple Leafs transferiert, wo er unter Cheftrainer Ron Wilson den endgültigen Durchbruch in der NHL schaffte. Dies bescherte ihm im Jahr 2009 die erstmalige Auszeichnung zum Spieler des Jahres in Belarus.
Im Juli 2013 wurde sein Kontrakt von den Toronto Maple Leafs frühzeitig ausbezahlt (buy out). Im Anschluss schloss er sich im August 2013 den Washington Capitals an, indem er dort einen Einjahresvertrag unterschrieb. Dieser wurde nach der Saison 2013/14 nicht verlängert, sodass er als Free Agent bei den New York Islanders einen Vierjahresvertrag unterzeichnete.
Nach mehreren erlittenen Gehirnerschütterungen fiel Hrabouski die gesamte Spielzeit 2016/17 aus, wobei unklar blieb, ob er jemals in den professionellen Eishockeysport zurückkehren würde. Infolgedessen gaben die Islanders seinen Vertrag im Rahmen des NHL Expansion Draft 2017 an die Vegas Golden Knights ab. Im Gegenzug erhielt Vegas im Draft Jean-François Bérubé und zusätzlich Jake Bischoff, ein Erstrunden-Wahlrecht für den NHL Entry Draft 2017 sowie ein Zweitrunden-Wahlrecht für den NHL Entry Draft 2019.
Im Juni 2019 wurde er als neuer Assistenztrainer beim HK Dinamo Minsk vorgestellt und beendete damit faktisch seine Spielerkarriere.

### International
Für die Weltmeisterschaft 2005 in Österreich wurde er in die belarussische Eishockeynationalmannschaft berufen. Dort erzielte er vier Tore in einem Spiel gegen den Gastgeber Österreich. Im Jahr zuvor war er als 20-Jähriger bereits maßgeblich am Aufstieg des Teams in die Top Division beteiligt gewesen. Weitere Auftritte im Nationaldress hatte der in der ehemaligen DDR geborene bei den Weltmeisterschaften 2004, 2006, 2008, 2009, 2010 und 2011 sowie der Olympiaqualifikation für die Olympischen Winterspiele 2006 in Turin.
Im Juniorenbereich vertrat Hrabouski sein Heimatland bei der U18-Junioren-Weltmeisterschaft 2002. In der U20 spielte er zudem in den Jahren 2002, 2003 und 2004.

## Erfolge und Auszeichnungen
| - 2006 IIHF-European-Champions-Cup-Gewinn mit dem HK Dynamo Moskau - 2006 Topscorer des IIHF European Champions Cup (gemeinsam mit Maxim Suchinski) - 2006 Bester Torschütze des IIHF European Champions Cup - 2006 Bester Stürmer des IIHF European Champions Cup - 2006 All-Star-Team des IIHF European Champions Cup | - 2007 Calder-Cup-Gewinn mit den Hamilton Bulldogs - 2009 Belarus’ Eishockeyspieler des Jahres - 2011 Belarus’ Eishockeyspieler des Jahres - 2013 Belarus’ Eishockeyspieler des Jahres - 2014 Belarus’ Eishockeyspieler des Jahres |

### International

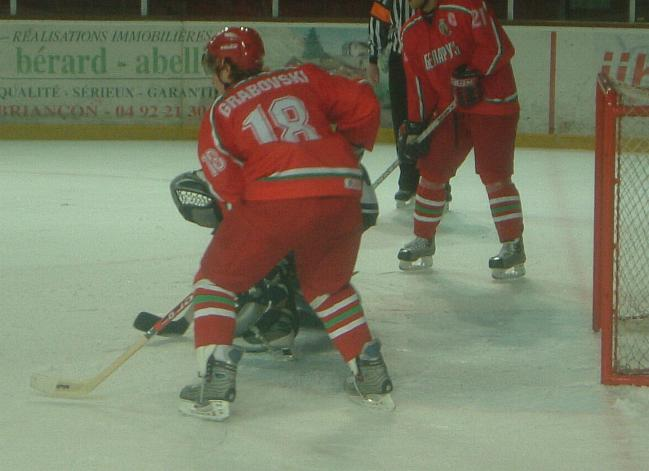
Hrabouski im Dress der belarussischen Nationalmannschaft

- 2004 Aufstieg in die Top-Division bei der U20-Junioren-Weltmeisterschaft der Division I
- 2004 Aufstieg in die Top-Division bei der Weltmeisterschaft der Division I

## Karrierestatistik

### International
Vertrat Belarus bei:
| - U20-Junioren-Weltmeisterschaft 2002 - U18-Junioren-Weltmeisterschaft 2002 - U20-Junioren-Weltmeisterschaft 2003 - U20-Junioren-Weltmeisterschaft der Division 2004 - Weltmeisterschaft der Division I 2004 - Weltmeisterschaft 2005 - Weltmeisterschaft 2006 | - Weltmeisterschaft 2008 - Weltmeisterschaft 2009 - Weltmeisterschaft 2010 - Weltmeisterschaft 2011 - Weltmeisterschaft 2012 - Weltmeisterschaft 2014 |

(Legende zur Spielerstatistik: Sp oder GP = absolvierte Spiele; T oder G = erzielte Tore; V oder A = erzielte Assists; Pkt oder Pts = erzielte Scorerpunkte; SM oder PIM = erhaltene Strafminuten; +/− = Plus/Minus-Bilanz; PP = erzielte Überzahltore; SH = erzielte Unterzahltore; GW = erzielte Siegtore; 1 Play-downs/Relegation; Kursiv: Statistik nicht vollständig)